# Andreas A. Lillin
Andreas A. Lillin (cunoscut și sub numele de Andrei A. Lillin) (n. 31 mai 1915, Biserica Albă – d. 1985, Timișoara), a fost un scriitor de limba germană din România, stalinist convins și reprezentant al "realismului socialist".
Imediat după lovitura de stat de la 23 august 1944, multe personalități din presă și literatură au fost cotate drept criminali de război și au fost puse la "stâlpul infamiei"; printre aceștia s-a numărat și Andrei A. Lillin.
În august 1949, sub redacția lui Andreas A. Lillin, a apărut la Timișoara primul număr al publicației Banater Schrifttum (Literatura bănățeană), devenită din 1956 Neue Literatur.
În ianuarie 1964, publicația Scrisul bănățean, din Timișoara, și-a schimbat denumirea, devenind revista literară Orizont, cu apariție lunară. Din Comitetul de redacție făceau parte: Alexandru Jebeleanu (redactor-șef), Ion Arieșanu, Nicolae Ciobanu, Anghel Dumbrăveanu (secretar de redacție) și Andrei A. Lillin.
A fost căsătorit cu prozatoarea, poeticiana și esteticiana Alexandra Indrieș (pseudonum literar al Gloriei Barna). În articolele lui Andrei A. Lillin și în cele ale Alexandrei Indrieș se poate remarca adesea intenția de a lega fenomenul literar național de mișcarea culturii universale.

## Scrieri
- Deutsche Dichter der RVR (Poeți germani din RPR), 197 pagini; Staatsverl. für Kunst u. Literatur (ESPLA), 1953
- Jetzt, da das Korn gemahlen (Acum când grâul s-a măcinat), ESPLA, 1957
- Die zehnte Muse (roman) (A zecea muzp), Editura Tineretului, București, 1962
- Unsere teuren Anverwandten, (roman), Editura Kriterion, București, 1983
- Lamentoul Ariadnei - din Preistoria Jocului cu mărgele de sticlă, Editura Facla, 1983
- Mitul marelui vânator și alte eseuri (ediție îngrijită de Alexandra Indrieș), Editura Facla, Timișoara, 1986
- Der Maskenhändler Goldkopf, (roman), Editura Kriterion, 1987, publicată și în 1991 sub titlul Vânzătorul de măști, în traducerea lui Simion Dănilă
- Jodokus oder die Sintflut, (roman), Editura Kriterion, 1988.

## Traduceri
- Der Apfelbaum am Weg (traducere în germană a volumului Mărul de lângă drum de Mihai Beniuc), traducători Andreas Lillin în colaborare cu Alfred Margul-Sperber